# Ctimene hyaloplaga
Ctimene hyaloplaga är en fjärilsart som beskrevs av W. Warren 1896. Ctimene hyaloplaga ingår i släktet Ctimene och familjen mätare. Inga underarter finns listade i Catalogue of Life.